# Belagerung von Geertruidenberg (1593)
Westeuropa

Oosterweel – Dahlen – Heiligerlee – Jemgum – Jodoigne – Le Quesnoy – Brielle – Mons – Goes – 1. Mechelen – Naarden – Middelburg – Haarlem – Alkmaar – Geertruidenberg – Leiden – Delft – Valkenburg – Mooker Heide – Schoonhoven – Zierikzee – 1. Antwerpen – Gembloux – Rijmenam – 1. Deventer – Borgerhout – 1. Maastricht – 2. Mechelen – 1. Steenwijk – Kollum – 1. Breda – Noordhorn – Niezijl – Lochem – Lier – Eindhoven – Steenbergen – Ghent – Aalst – 2. Antwerpen – IJsseloord – Empel – Boksum – 1. Grave – 1. Venlo – Axel – Neuss – 1. Rheinberg – Zutphen – 1. Sluis – 1. Bergen-op-Zoom – 2. Geertruidenberg – 2. Breda – 2. Zutphen – 2. Deventer – Delfzijl – Knodsenburg – 1. Hulst – Nijmegen – Rouen – Caudebec – 2. Steenwijk – 1. Coevorden – 3. Geertruidenberg – 2. Coevorden – Groningen – Huy – 1. Groenlo – Lippe – Calais – 2. Hulst – Turnhout – 2. Rheinberg – 1. Moers – 2. Groenlo – Bredevoort – Enschede – Ootmarsum – 1. Oldenzaal – 1. Lingen – 1. Schenckenschans – Zaltbommel – Rees – San Andreas – Nieuwpoort – 3. Rheinberg – Ostende – 1. 's-Hertogenbosch – 2. Grave – Hoogstraten – 3. Sluis
Zwölfjähriger Friede

2. Lingen – 3. Groenlo – Aachen – Jülich – 2. Bergen op Zoom – Fleurus – 3. Breda – 2. Oldenzaal – 4. Groenlo – 2. 's-Hertogenbosch – Slaak – 2. Maastricht – Leuven – 2. Schenkenschans – 4. Breda – 2. Venlo – Kallo – 3. Hulst
Europäische Gewässer

Vlissingen – Borsele – Haarlemmermeer – Zuiderzee – Schelde – Lillo – Ponta Delgada – Bayona Islands – Golf von Almería – 1. Cadiz – Azoren – Straße von Dover – 2. Sluis – 1. Kap St. Vincent – 1. Gibraltar – 2. Gibraltar – 2. Cadiz – Lizard Point – Dünkirchen – Calais – Downs – 2. Kap St. Vincent – 2. St. Martin
Amerika

Bahia – Matanzas – St. Martin – San Juan – Abrolhos – Pernambuco – Südchile
Ostindien

Playa Honda – 1. San Salvador – 2. San Salvador – La Naval de Manila – Puerto de Cavite
Die Belagerung von Geertruidenberg 1593 war eine militärische Operation der Generalstaaten der Niederlande unter dem Befehl von Moritz von Oranien gegen die spanische Besatzung von Geertruidenberg im Achtzigjährigen Krieg. Es war die dritte Belagerung des Ortes und führte zur Einnahme der Stadt durch die Niederlande.

## Vorgeschichte
Geertruidenberg wurde während des Achtzigjährigen Krieges 1573 zunächst erfolgreich von englischen, französischen und niederländischen Truppen belagert. 1589 eroberten die Spanier die Festung zurück, vor allem durch Bestechung der schlecht bezahlten englischen Söldner in der Stadt. Im Jahr 1593 wurde eine spanische Armee unter Mansfeld nach Frankreich geschickt, um in dem dortigen Bürgerkrieg die spanische Fraktion zu stärken. Die Generalstaaten wollten die Abwesenheit der Spanier nutzen und schickten Philipp von Nassau in Richtung Luxemburg. Ein Feldzug zur Ablenkung, der nichts einbrachte. Die Spanier erwarteten nun, dass Nassau gegen Groningen oder Herzogenbusch vorgehen würde. Aber Moritz von Oranien wandte sich gegen Geertruidenberg.

## Aufmarsch
Am 27. März 1593 erschien zunächst die Kavallerie vor der Stadt, am Tag darauf Prinz Moritz mit der Infanterie. Auf der Westseite kommandierte Prinz Moritz, dort lagen die Regimenter Heinrich Friedrich, Solms, Groenefeld und Balfour. Auf der Ostseite kommandierte Hohenlohe die Regimenter Brederode und Sobern. Es war das erste Mal, dass Moritz eine Operation dieser Größe kommandierte.
Die Stadt war vollständig bemannt und gut für die Belagerung gerüstet, Kommandanten waren Dismas van Berghe von Waterdyck und Magire. Als der Oberkommandierende der Spanier Mansfeld (der Ältere) von der Belagerung erfuhr, rief er die Armee seines Sohnes aus Frankreich zurück. Moritz eroberte am 5. April die Schanze bei dem Damm bei Stelhofen. Danach baute er seine Lager zu Festungen aus, die sowohl gegen die Stadt als auch das Land gerichtet waren. Es entstanden hohe Wälle und tiefe Gräben, die mit Schleusen versehen waren. Auch Batterien zur Kontrolle der Stadttore wurden errichtet. Die Wälle wurden von einer hölzernen Palisade mit eisernen Spitzen gekrönt. Darüber hinaus waren beide Lager durch zwei Brücken verbunden. Die Schanzen hatte eine Ausdehnung von zwei Meilen (ca. 3 km) und schlossen sogar ein Dorf ein. Auch das Umland war gesichert, Wege und Dämme, die zu den Lagern führten, waren mit Wolfsgruben, Fußangeln und Fladderminen versehen, außerdem schützten 100 Kanonen die Linien. Auch der Fluss war von den holländischen Booten besetzt, um Nachschub für die eingeschlossene Festung zu verhindern.
Für die Arbeiten waren viele Bauern und Soldaten notwendig, aber diese wurden nicht wie sonst in den Dienst gepresst, sondern mit 10 bis 12 Stüber pro Tag entlohnt. Berichte über die große Baustelle lockten viele Leute aus nah und fern an, es wurden sogar Bilder der Anlage in Kupfer gestochen. Es gelang Moritz auch, die militärische Disziplin aufrechtzuerhalten. Daher kamen Landleute, um im Lager Waren zu verkaufen. Es wurden sogar wieder Felder bestellt und man ließ Herden weiden. Dadurch wurde die Versorgung des Lagers besser als in mancher niederländischen Stadt der Zeit. Nachdem nun die Lager gebaut und die Versorgung gesichert war, konnte man zum Angriff auf die Festung schreiten.

### Belagerung
Man begann Breschebatterien anzulegen und grub Minen, doch die Arbeiten gingen wegen des Regenwetters nur langsam voran. Auch Ausfälle der Belagerten behinderten immer wieder den Fortgang der Arbeiten. Aber die Kanonen der Niederländer richteten große Verheerungen in der Stadt an. Bei einem Beschuss des Kirchturmes kam der Kommandant Magire zu Tode. Aber auch der Tod des Kommandanten konnte die Spanier zunächst nicht erschüttern. Sie hofften auf Entsatz durch den jungen Mansfeld und tatsächlich erreichte die Kavallerie von Mansfeld bald Turnhout. Als die Spanier aber nach Geertruidenberg vorstoßen wollten, kam es zu einigen Gefechten, aber es gelang kein Durchbruch. Die niederländische Kavallerie unter Hauptmann Marcellin Bar lag in den Städten Bergen op Zoom, Breda und Heusden und konnte alle Angriffe abwehren.
Endlich erschien auch Mansfeld mit seiner Armee von 14.000 Mann. Er lagerte in Sichtweite des Lagers. Es kam zu mehreren unbedeutenden Gefechten, bei denen aber der Graf Hohenlohe verwundet wurde. Mansfeld musste erkennen, dass es kein Durchkommen gab.
Unterdessen erhielten die Belagerer Verstärkung durch 7 Fahnen französisches Fußvolk. In der belagerten Festung machte sich Ernüchterung breit. Die niederländischen Hauptleute Haen und Bereri konnten mit nur 6 Soldaten einen Ravelin besetzen. Da sie schnell Verstärkung erhielten, blieb ein Gegenangriff ohne Wirkung. Am 24. Juni 1593 offerierte der Kommandant die Kapitulation. Die Garnison von 700 Mann durfte abziehen, musste aber alle Fahnen zurücklassen, außerdem sollten alle Verräter übergeben werden. Es wurden noch 3 Verräter gefunden und gehenkt.
Von allen diesen erfuhr Mansfeld erst, als er die Freudenschüsse aus dem Lager hörte, und zog daraufhin am 26. Juni 1593 ab. Der neue Kommandant der Festung wurde zunächst Heinrich Friedrich von Oranien, der gleich damit begann, das Belagerungslager wieder abzubauen.